# Прохи (Злотовський повіт)
Прохи (пол. Prochy, нім. Prochy) — село в Польщі, у гміні Закшево Злотовського повіту Великопольського воєводства.
Населення — 115 осіб (2011).
У 1975-1998 роках село належало до Пільського воєводства.

## Демографія
Демографічна структура станом на 31 березня 2011 року:
|          | Загалом | Допрацездатний вік | Працездатний вік | Постпрацездатний вік |
| -------- | ------- | ------------------ | ---------------- | -------------------- |
| Чоловіки | 64      | 19                 | 40               | 5                    |
| Жінки    | 51      | 9                  | 33               | 9                    |
| Разом    | 115     | 28                 | 73               | 14                   |